# 弗氏魔魨
弗氏魔魨，為輻鰭魚綱魨形目擬三刺魨亞目擬三棘魨科的其中一種，東印度洋孟加拉灣海域，棲息深度291公尺，棲息在底中層水域，生活習性不明。